# Bernhard Maempel
Eduard Ferdinand Bernhard Maempel, auch Mämpel, (* 28. Juli 1816 in Arnstadt; † 5. April 1870 in Sondershausen) war ein Verwaltungsbeamter und Parlamentarier im Fürstentum Schwarzburg-Sondershausen.

## Familie
Bernhards Vater war Friedrich Daniel Maempel (1788–1840), Architekt und Betreiber der Friedrichsmühle in Arnstadt. Friedrich war ein Enkel von Fabian Maempel (* 1710 in Oberpörlitz; † 1775 in Arnstadt), der im August 1739 Bürger von Arnstadt wurde und im Januar 1759 den Gasthof Zur goldenen Henne am Ried in Arnstadt übernahm. Die Henne wurde dann jeweils an den jüngsten Sohn weitergegeben: an Friedrichs Vater Johann Benjamin (1757–1833), dann an Friedrichs Bruder August (1801–1854). Bernhards Mutter war Wilhelmine Charlotte geb. Hülsemann (1793–1858), Schwester des Hof- und Kammerrats Johann Heinrich Christian Hülsemann (1783–1854) und eine Nachfahrin (in 5. Generation) des lutherischen Theologen Johann Hülsemann (1602–1661).
Bernhard verlobte sich im März 1847 mit Emilie Karoline Hülsemann (* 16. September 1819 in Arnstadt; † 17. Oktober 1878 ebenda), genannt Lina, einer Nichte seiner Mutter; Heirat und Abreise nach Sondershausen waren am 11. November. Das Ehepaar hatte vier Kinder. Vier Jahre nach Bernhards Tod zog die Witwe mit den Kindern zurück nach Arnstadt. Der Sohn Carl (1859–1924) wurde Jurist und Politiker in Schwarzburg-Sondershausen. Die Politiker Wilhelm Hülsemann (1812–1862) in Sondershausen und Julius Hülsemann (1824–1888) in Arnstadt waren Brüder der Ehefrau. Wilhelms Ehefrau Mathilde Magdalene Charlotte Rosette Margarethe Maempel (1820–1898) war eine Nichte von Bernhards Vater.
Bernhard hatte drei Geschwister. Seine Schwester Agnes Friederike Dorothee (1818–1889) war mit dem Geheimen Kammerrat und Politiker Eduard Edmund Krieger (1807–1887) verheiratet. Deren ältester Sohn Friedrich Albert Krieger (1841–1924), Landgerichtsrat in Erfurt und dann Oberlandgerichtsrat in Naumburg, war mit Friederike Louise Emilie Anna Hülsemann (1844–1913) verheiratet, einer Tochter von Wilhelm und Mathilde Hülsemann.

## Leben
Nach dem Abitur 1834 in Arnstadt studierte Maempel in der Zeit von 1835 bis 1838 in Jena Rechtswissenschaft. 1837 wurde er Mitglied des Corps Thuringia Jena. Nach dem Studium wurde er Akzessist beim Stadtrat von Arnstadt. Im Dezember 1839 wurde er Akzessist und im Juni darauf Sekretär bei Regierung und Konsistorium in Arnstadt. So war er 1842 Regierungssekretär in der Fürstlichen Regierungskanzlei in Arnstadt. Nach der Auflösung der Arnstädter Regierung war er ab 1. April 1847 Regierungssekretär der Sondershäuser Regierung. Ab 1. Juli 1850 war er Vortragender Regierungsassessor in dem neugeschaffenen Ministerium in Sondershausen. Von November 1854 bis zu seinem Tod war er Landrat im Bezirk Sondershausen bzw., ab 1858, im neugebildeten Verwaltungsbezirk Sondershausen.
Im Oktober 1864 wurde Maempel zum Mitglied des Oberdisziplinarhofs für Disziplinaruntersuchungen gegen Hofdiener und gegen Staatsdiener berufen, die weder Richter noch Mitglieder des Konsistoriums waren.
Maempel bewarb sich mehrfach als Abgeordneter im Landtag des Fürstentums. Für die Wahlperiode 1856–1859 (mit Sitzungen vom Juni 1857 bis Ende 1859) wurde er für den Bereich der Allgemeinen Wahlen indirekt (durch Wahlmänner) gewählt. Bei seiner Bewerbung für 1860–1863 unterlag er seinem Konkurrenten. Für 1864–1867 bewarb er sich erfolgreich bei den Höchstbesteuerten. Im ersten Landtag dieser Wahlperiode (dem 10. ordentlichen Landtag, mit Sitzungen von Anfang Oktober bis Anfang November 1865) wurde er zum Vizepräsidenten gewählt. Nach dieser Sitzungsperiode schied Maempel satzungsgemäß wegen einer Beförderung aus. Er verzichtete auf eine Wiederbewerbung.
Maempel war (zusammen mit weiteren Regierungsvertretern) Mitglied der ersten Hauptverwaltung der 1842 gegründeten Sparkasse des Landgerichtsbezirks Arnstadt. Später war er als Vertreter des Kreises Sondershausen im Verwaltungsrat der Nordhausen-Erfurter Eisenbahn. Im April 1857 wurde er Mitglied im Verwaltungsrat der Thüringischen Bank in Sondershausen, ab 1860 als Stellvertreter des Vorsitzenden. Er war auch, wie manche agrarpolitisch interessierten Honoratioren der Sondershäuser Unterherrschaft, viele Jahre Mitglied im Sondershäuser landwirtschaftlichen Verein.
Er war Inhaber mehrerer Orden: Er erhielt das Schwarzburgische Ehrenkreuz III. Klasse, den Preußischen Kronenorden III. Klasse und das Ritterkreuz I. Klasse des Sachsen-Ernestinischen Hausordens.

## Nachweise
1. ↑  Todesanzeige in Der Deutsche 1870 Nr. 42;  Danksagung und Standesamtsangabe in Nr. 43.
2. ↑  Chronik 2003 S. 259.
3. ↑  Bürgerbuch S. 286 (Nr. 1438).
4. ↑  Er erwarb den Gasthof von seiner überraschend verwitweten Erstgeborenen Auguste Johanne Marie verw. Reichardt (1738–1809). – Fabians Grabmal ist im Lapidarium des Arnstädter Schlossmuseums erhalten (Lappe, Grabmale S. 35).
5. ↑  Johann Benjamins Bruder Johann Christian August (1749–1799) war wiederholt regierender Bürgermeister (Verzeichnis der Abiturienten S. 8, Kirchschlager, Bürgermeister S. 86 und 22). Dessen Sohn Ernst (1794–1863) lebte gut 30 Jahre als Kaufmann in Hamburg, von 1838 bis 1850 als Fürstl. Schwarzb. Sondershäusischer Konsul.
6. ↑  Augusts Tochter Cäcilie (1843–1911) war mit dem Politiker Reinhold Bärwinkel (1834–1898) verheiratet. (Lengemann S. 142f.)
7. ↑  Auf August folgte sein Ältester Oskar (* 1836) und darauf dessen Ältester Paul (* 1868), bis Ende 1906. (Stammbaum Maempel; Chronik 2003 S. 273; Lappe, Gasthaus S. 42.)
8. ↑  Privilegirtes Arnstädtisches Regierungs- und Intelligenz-Blatt vom 20. März 1847, S. 96, und vom 13. November, S. 388.
9. ↑  Abschiedsgruß in Der Deutsche 1874 Nr. 125.
10. ↑  Lengemann S. 216f.
11. ↑  Verzeichnis der Abiturienten S. 19.
12. ↑  Vgl. Mathildes Todesanzeige in Der Deutsche 1898 Nr. 109.
13. ↑  Der jüngere Sohn Ferdinand Emil Thilo Krieger (1843–1910) war lange im Arnstädter Gemeinderat und im Landtag von Sondershausen tätig (Lengemann S. 217f.). – Für die Verwandtschaftsverhältnisse insgesamt vgl. die Graphiken in Lengemann S. 328 und 311.
14. ↑  Verzeichnis der Abiturienten S. 17.
15. ↑  Verzeichniß der Lehrer, Behörden, Beamten und Studirenden No. 19 (WS 1835/36), Jena 1835, Nr. 227, und von No. 21 (WS 1836/37), Nr. 242, bis No. 23 (WS 1837/38), Nr. 214.
16. ↑  Korpslisten S. 564, 129/187.
17. ↑  Privilegirtes Arnstädtisches Regierungs- und Intelligenz-Blatt vom 7. Dezember 1839, S. 214, und vom 6. Juni 1840, S. 95.
18. ↑  Vgl. Hatham, Arnstadt. Ein Hand- und Addressbuch [1842], S. 301, mit seinem Onkel Hofrat Heinrich Hülsemann und seinem Cousin Kammer-Assessor Wilhelm Hülsemann daneben in der Kammerverwaltung (S. 303).
19. ↑  Fürstlich Schwarzb. Regierungs- und Intelligenz-Blatt vom 16. Januar 1847, S. 17f.
20. ↑  Fürstlich Schwarzb. Regierungs- und Intelligenz-Blatt vom 22. Juni 1850,  S. 260.
21. ↑  Fürstlich Schwarzb. Regierungs- und Intelligenz-Blatt vom 4. November 1854, S. 511f. (kommissarisch) und vom 21. Juli 1855, S. 341 (definitiv).
22. ↑  Fürstlich Schwarzb. Regierungs- und Intelligenz-Blatt vom 31. Dezember 1857, S. 669.
23. ↑  Der Deutsche 1864 Nr. 118 (entsprechend den Gesetzen von 1860 Nr. 17 und 1863 Nr. 36).
24. ↑  Der Landtag hatte 15 Mitglieder: 5 Abgeordnete, die der Fürst auf Lebenszeit einsetzte; 5 Abgeordnete, die von den 300 am höchsten besteuerten Wahlbürgern direkt gewählt wurden (davon drei in der Unterherrschaft); und 5 Abgeordnete, die vom Rest der wahlberechtigten Bürgerschaft indirekt (durch Wahlmänner) gewählt wurden. Alle Wahlvorgänge waren öffentlich. (Wahlgesetz 1856 und Wahlordnung dazu.)
25. ↑  Der Deutsche 1860 Nr. 131.
26. ↑  Der Deutsche 1865 Nr. 54.
27. ↑  Verhandlungen des außerordentlichen Landtags 1866 S. 2.
28. ↑  Lengemann S. 79f. und 84f.
29. ↑  Peter Unger und Andrea Ziegenhardt, 175 Jahre Sparkasse in Arnstadt. 2000. ISBN 3000059245. S. 66.
30. ↑  Der Deutsche 1867 Nr. 98.
31. ↑  Fürstlich Schwarzb. Regierungs- und Intelligenz-Blatt vom 4. April 1857, S. 181, und Der Deutsche vom 14. April 1860, S. 378.
32. ↑  wie etwa der Landrat in Ebeleben Eduard Huschke, das Regierungsmitglied Wilhelm Hülsemann, der Verleger Friedrich August Eupel, der Apotheker August Hirschberg, der Architekt Carl Scheppig. (Lengemann S. 198; S. 195f.; S. 22; S. 186f.)
33. ↑  von 1854 bis zum Tod; Nachruf in den Verhandlungen Jg. 31, 1871, S. 10f.
34. ↑  Der Deutsche 1865 Nr. 94.
35. ↑  Der Deutsche 1867 Nr. 58.
36. ↑  Der Deutsche 1869 Nr. 73.

| Personendaten    | Personendaten                                           |
| ---------------- | ------------------------------------------------------- |
| NAME             | Maempel, Bernhard                                       |
| ALTERNATIVNAMEN  | Maempel, Eduard Ferdinand Bernhard (vollständiger Name) |
| KURZBESCHREIBUNG | deutscher Verwaltungsbeamter und Parlamentarier         |
| GEBURTSDATUM     | 28. Juli 1816                                           |
| GEBURTSORT       | Arnstadt                                                |
| STERBEDATUM      | 5. April 1870                                           |
| STERBEORT        | Sondershausen                                           |